# Argo airways
ArGo Airways es una aerolínea griega fundada en 2007 y que opera con base en la Cd. de Volos, Grecia.

## Historia
La empresa se fundó en 2007 y el primer vuelo se hizo del puerto de Volos al aeropuerto de Skiathos el 22 de octubre de 2009. Desde entonces trabaja diariamente con dos vuelos desde el puerto de Volos. Su fundador y director general es Konstantinos Panagiotou.

## Flota

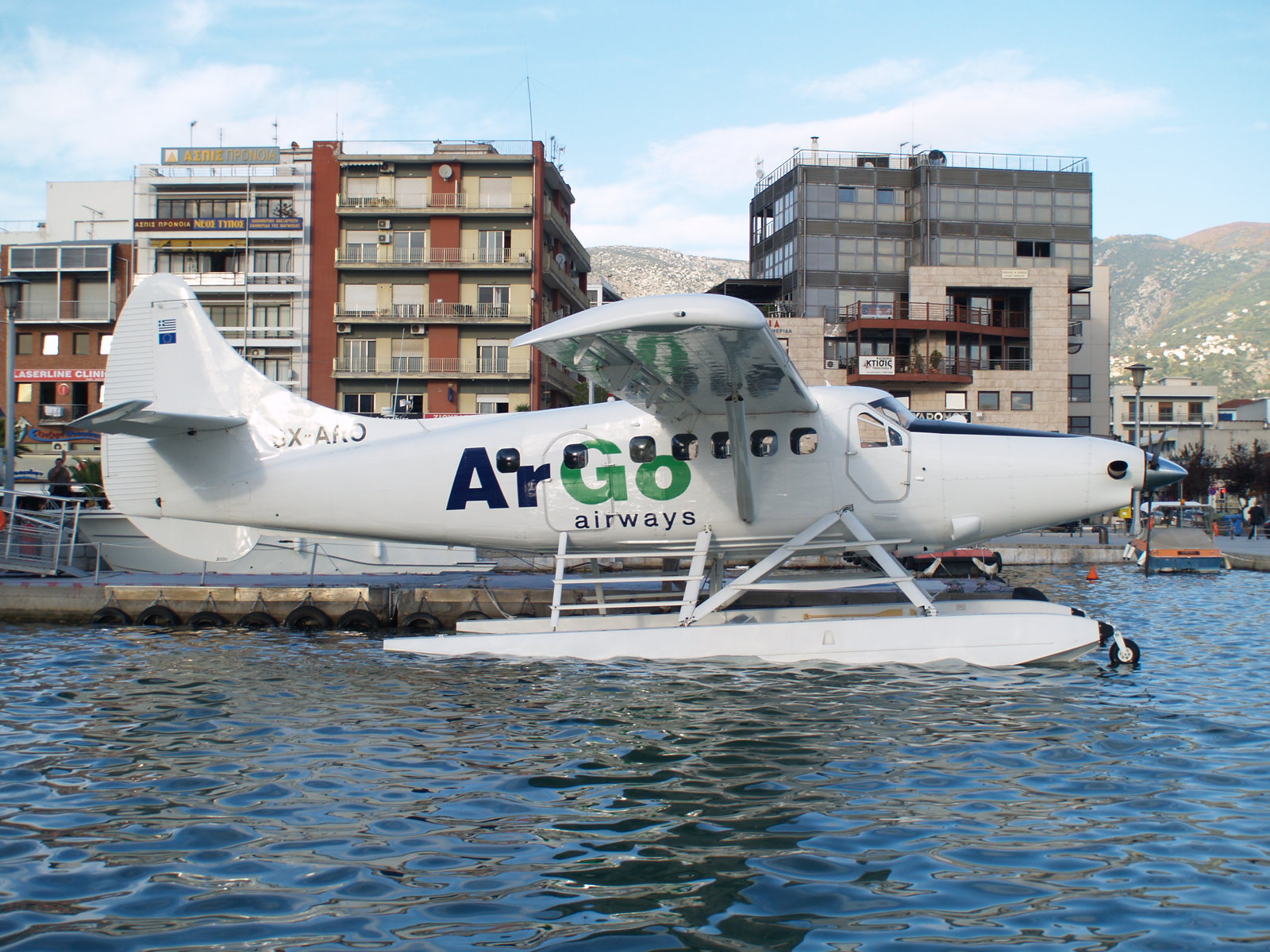
La flota de ArGo Airways.

ArGo Airways trabaja con un hidroavión anfibio del tipo De Havilland Canada DHC-3T Single Otter con Motor Pratt y Withneg PT6-34 con 750HP. Su cupo es de 9 pasajeros.

## Código
- Código ICAO: AGW
- Código de llamada: Argonaut